# 長島啓太
長島　啓太（ながしま　けいた、1988年10月23日 - ）は、栃木県出身の、日本の柔道選手である。階級は81kg級。身長176cm。血液型はA型。組み手は左組み。段位は五段。得意技は大内刈。父親はロサンゼルスオリンピックのレスリングフリースタイル82kg級で銀メダルを獲得した長島偉之（日体大レスリング部出身～現栃木県高校教員）。

## 経歴
柔道は5歳の時に始めた。父親がレスリングのオリンピックメダリストだったため何度かレスリングをやるように勧められたものの、叔父が柔道家だったこともあり柔道の方を選んだという。
白鷗大学足利高校3年の時に全日本ジュニア73kg級で3位となった。東海大学に進学すると階級を81kg級に上げて、1年の時に全日本ジュニアで優勝を果たした。3年生の時に学生団体体重別、翌年は全日本学生柔道優勝大会でそれぞれチームの優勝に貢献した。また個人戦では、3年の時に学生体重別で3位となり、翌年には優勝を果たした。
2011年にJRA所属の社会人となると、11月の講道館杯で初優勝を果たした。さらに12月のグランドスラム・東京で3位になると、翌週のグランプリ・青島で国際大会初優勝を飾った
。
2012年5月の体重別では3位に終わり、ロンドンオリンピック代表の座は逃したが、10月の世界団体では2位となった。続く講道館杯では2連覇を果たした。
2013年5月の体重別では初戦で敗れたものの、過去の実績で世界選手権代表に選ばれた。ランキング上位選手で競われるワールドマスターズでは決勝で地元ロシアのイワン・ニフォントフに腕挫十字固で敗れて2位にとどまった。8月の世界選手権では初戦でスロベニアのイエセンコ・チェティッチに敗れた。団体戦では3位だった。
2014年からは3年連続して体重別の決勝で敗れた。アジア大会では準決勝で地元韓国の金宰範に指導2で敗れて3位に終わった。2015年のアジア選手権では決勝で金を指導2で破って優勝を飾った。団体戦でも優勝した。
2016年には階級を90kg級に変更して実業個人選手権で優勝を飾った。

## 戦績
- 2006年 - 全日本ジュニア　3位
- 2007年 - 全日本ジュニア　優勝
- 2008年 - 学生団体体重別　3位
- 2009年 - 学生体重別　3位
- 2009年 - 学生団体体重別　優勝
- 2010年 - 全日本学生柔道優勝大会　優勝
- 2010年 - 学生体重別　優勝
- 2010年 - 学生団体体重別　2位
- 2011年 - ベルギー国際　3位
- 2011年 - 講道館杯　優勝
- 2011年 - グランドスラム・東京　3位
- 2011年 - グランプリ・青島　優勝
- 2012年 - グランドスラム・パリ　3位
- 2012年 - アジア選手権　個人戦　2位　団体戦　2位
- 2012年 - 体重別　3位
- 2012年 - ワールドカップ・タシュケント　優勝
- 2012年 -　世界団体　2位
- 2012年 - 講道館杯　優勝
- 2013年 -　グランドスラム・パリ　3位
- 2013年 - ワールドマスターズ 2位
- 2013年 - 世界選手権　団体戦　3位
- 2013年 - グランドスラム・東京　7位
- 2014年 -　グランドスラム・パリ　7位
- 2014年 - 体重別　2位
- 2014年 - グランプリ・ウランバートル 優勝
- 2014年 - アジア大会　個人戦　3位　団体戦　3位
- 2014年 - 講道館杯　3位
- 2015年 -　体重別　2位
- 2015年 -　アジア選手権　個人戦　優勝　団体戦　優勝
- 2016年 -　体重別　2位
- 2016年 - 実業団体　優勝
- 2016年 -　実業個人選手権　優勝(90kg級)
- 2016年 -　講道館杯　5位
- 2017年 - 実業団体　優勝
- 2018年 -　講道館杯　3位
- 2019年 -　講道館杯　3位

(出典、JudoInside.com)